# Kopice (Opole)
Kopice is een plaats in het Poolse district  Brzeski (Opole), woiwodschap Opole. De plaats maakt deel uit van de gemeente Grodków en telt 1200 inwoners.